# Camponotus brasiliensis
Camponotus brasiliensis es una especie de hormiga del género Camponotus, tribu Camponotini. Fue descrita científicamente por Mayr en 1862.
Se distribuye por Brasil, Guayana Francesa y Paraguay. Se ha encontrado a elevaciones de hasta 100 metros. Vive en especies del género Chorisia.